# Günter Brus
Pour les articles homonymes, voir Brus (homonymie).
Günter Brus, né le 27 septembre 1938 à Ardning (Styrie) et mort le 10 février 2024, est un peintre autrichien. 
Il est un des fondateurs de l'actionnisme viennois, mouvement artistique célèbre pour ses « actions » radicales. Les actions d'abord inspirées de l’action painting, mirent progressivement en scène le corps des artistes eux-mêmes ou celui d'assistants, dans des sortes de  happenings.

## Biographie
(août 2011).

### Formation
- 1954-1958 : École des arts décoratifs de Graz ;
- 1958-1960 : Académie des arts appliqués, Vienne. La quitte sans diplôme.

### Actionniste viennois
- 1958-1964 : peintures et dessins « informels ». Fait la connaissance d'Alfons Schilling, Otto Muehl, Adolf Frohner, Hermann Nitsch, Rudolf Schwarzkogler et Kurt Kren, qui vont devenir des acteurs principaux de la scène actionniste.
- 1961 : fait la connaissance de sa femme Ana, qui va participer à certaines de ses propres actions et parfois à celles d'Otto Muehl et de Rudolf Schwarkogler.
- 1964 : première action Ana. Passage de la peinture informelle à la Selbstbemalung (peinture de/sur soi).
- 1965 : réalise entre autres actions Selbstverstümmelung (automutilation) et Wiener Spaziergang (promenade viennoise)
- 1968 : Kunst und Revolution (Art et Révolution) avec Otto Muehl, Oswald Wiener et Peter Weibel. Condamnation à six mois de prison.
- 1969 : Exil à Berlin.
- 1970 : Dernière action, Zerreißprobe (tentative d'auto-déchirement) à Munich.

### Dessin,Bild-Dichtungenet écriture
- 1970-1975 Retour au dessin. Publication d’Irrwisch. Participation à la revue collective Schastrommel, Organe du gouvernement autrichien en exil (avec Otmar Bauer, Oswald Wiener, Hermann Nitsch, Gerhard Rühm, eux aussi en exil à Berlin).
- 1976 À sa peine de prison, jamais exécutée, est substituée une amende.
- 1976 Premiers Bild-Dichtungen

## Expositions et rétrospectives (sélection)
- 1986 : première rétrospective Der Überblick, Vienne ;
- 1993 : Limites du visible, Centre Georges Pompidou, Paris ;
- 1996 : Out of Action, Museum of Contemporary Art, Los Angeles, Museum für Angewandte Kunst, Vienne ;
- 2003 : Werkumkreisung, Albertina, Vienne ;
- 2005 : Günter Brus - Nervous stillness on the horizon, MACBA Barcelone ;
- 2006 : A Günter Brus Retrospective, Slought Foundation, Philadelphie ;
- 2007 : Günter Brus – Aurore de minuit, Musée d’art moderne de Saint Étienne Métropole ;
- 2008 : Günter Brus, Musée Groeninge, Bruges

## Distinctions
- 1996 : grand prix d'État autrichien.
- 2004 : Prix Oskar Kokoschka.
- 2011 : ouverture prévue du Bruseum, musée consacré à son œuvre, Graz[2][réf. non conforme].

## Œuvre
Les performances de Günter Brus ont ceci de particulier qu'elles mirent en scène son propre corps et furent souvent marquées par la provocation et la transgression des tabous. Ainsi, en 1968, lors de l'action collective Kunst und Revolution (Art et Révolution) il but son urine, recouvrit son corps de ses excréments, et se masturba en chantant l'hymne national autrichien ; action qui lui valut six mois de prison et un exil à Berlin.
Dans d'autre cas c'est une poésie étrange qui se dégage du corps de l'artiste recouvert de peinture blanche, corps scindé par une ligne noire. Les actions Wiener Spaziergang et Aktion mit Diana sont représentatives de cette veine. Les références et citations des Aventures de Gordon Pym d'Edgar Allan Poe dans son autobiographie suggèrent que le choix de la couleur blanche est peut-être influencé par cette lecture.
Néanmoins, dès sa première performance Ana en 1964, ce sont les formes ultimes de l'expérience physique qu'il met au centre de la plupart de ses actions. La tentative d'aller jusqu'à ses propres limites physiques, voire de les dépasser, est le thème central de performances intitulés Selbstverstümmelung (automutilation), Starrkrampf (tétanos), Tortur (torture) ou Zerreißprobe (tentative d'auto-déchirement). Cette dernière action mit, par sa radicalité même, fin à ses performances.
Depuis le début des années 1970, il se consacre au dessin et à l'écriture, qu'il combine parfois en Bild-Dichtungen (tableaux-poèmes). L'expérience radicale des actions n'en est pas toujours absente ainsi qu'en témoigne Irrwisch où grâce au dessin l'imagination n'a plus de limite dans la manipulation des corps. Néanmoins, s’il est un aspect de Brus que le public connaît encore mal, c’est bien son œuvre littéraire, pourtant aussi riche et aussi excessive que ses actions ou ses images-poèmes. Günter Brus lui-même déclare : « Aujourd’hui encore, je passe pour un peintre qui écrit, et on a pitié de moi. » Or, son écriture est très proche de la tradition autrichienne, tant par les formes utilisées (l'aphorisme et le texte court, par exemple), que par son usage du jeu de mots et du calembour. Ses œuvres littéraires sont publiées en français par les Éditions Absalon.

## Publications
- Irrwisch, Francfort-sur-le-Main, Kohlkunstverlag, 1971, réédition en fac-simile chez Ritter Verlag (de), Klagenfurt, 2000.
- Die Geheimnisträger, Salzbourg, Residenz Verlag (de), 1984. Roman aux modes de narration éclatés.
- Amor und Amok, Salzbourg, Residenz Verlag, 1987. Recueil de nouvelles.
- Traduction française : Amor & Furor, Éditions Absalon, 2007.

Présentation de Amor & Furor.
extraits[PDF]
- Die gute alte Zeit, Salzburg, Jung und Jung, 2002. 1er volume de son autobiographie.
- Nach uns die Malflut!, Ritter Verlag, Klagenfurt, 2003. Recueil de poésies théoriques.
- Traduction française : Pictura jacta est !, Éditions Absalon, octobre 2010.
- Das gute alte Wien, Salzbourg, Jung und Jung, 2007. 2e partie de son autobiographie, consacrée à l'Actionnisme viennois.
- Traduction française : Vienne et moi, Éditions Absalon, 2009

Présentation de Vienne et moi.

## Catalogues d'expositions
- Limites du visible, catalogue de l'exposition au centre Georges Pompidou, 1993
- L'art au corps, catalogue de l'exposition aux galeries contemporaines des musées de Marseille, RMN, 1996
- Günter Brus : Werkumkreisung, Faber, Monika (dir.), Wien Albertina, Cologne, Verlag der Buchhandlung Walter König, 2003 (en allemand) (catalogue de l'exposition présentée à l'Albertina en 2003-2004)
- Günter Brus : Bild-Dichtungen, Schwanberg, Johanna (dir.), Vienne, Springer, 2003 (en allemand)
- Günter Brus. Aurore de minuit, Hegyi, Lóránd (dir.), Galerie Heike Curtze, Vienne, 2007 (catalogue de l'exposition au Musée d'art moderne de Saint-Étienne Métropole 2007-2008, textes en français, anglais et allemand)
- Günter Brus - Actionism - The Sixties, Hummel, Julius (dir.), Musea Brugge, 2008 (catalogue de l'exposition au Musée Groeninge en 2008, textes en anglais)
- Expositions – Colloque en l’honneur des 70 ans de l’artiste, Weibel, Peter (dir.), publié à la suite du colloque et de la cérémonie organisés au BRUSEUM de la Neue Galerie Graz am Landesmuseum Joanneum à Graz en 2008.